# Clearing
Clearing neboli klíring je mezibankovní vypořádání/účtování vzájemných operací bez hotovostního placení – jedná se o bezhotovostní platební styk, jenž bývá obvykle prováděn zúčtováním oboustranných či vícestranných pohledávek a závazků.
Clearingový platební styk funguje mezi bankami – každá banka má v clearingovém (zúčtovacím) centru (u custodiana) svůj clearingový/majetkový účet, na který přicházejí platby od jiných bank (příjmy) a ze kterého jsou prováděny platby jiným bankám (výdaje). Z tohoto účtu se následně hradí platby ostatním bankám. Vyrovnávání pohledávek a závazků probíhá vzájemným započítáváním všech pohledávek a závazků, což je výhodné, neboť se dá vyřešit jednou jedinou platební operací na dorovnání rozdílu za stanovené období.

## Clearingové úvěry
Finanční instituce, jako švýcarská banka Wir a panamská European Standard Bank, umožňují na svých clearingových platformách provádět zúčtovací operace pro všechny obchodní subjekty. Kromě toho umožňují získat tzv. clearingové úvěry – peníze, které mohou být použity k transakcím pouze v rámci banky (intra-clearing), čímž prakticky nahrazují peníze emitované vládami. Tyto úvěry jsou nabízeny za nízké úrokové sazby (od 1 do 7 % p.a.), někdy také jako zajištění pro nákup aktiv. Podnikatelské subjekty musí projít školením v bance Wir nebo European Standard Bank k získání potřebných podrobných znalostí a pochopení clearingových transakcí. Jako alternativu ke školení je účastníkům doporučeno zajistit ředitele pro rozvoj (Director of Development), který zná techniku zúčtovacích transakcí a má požadovanou úroveň vzdělání.

## Clearing v průběhu finanční krize
Během finanční krize clearingové transakce začaly být používány jako pomocný vnitrobankový platební nástroj pro všechny obchodní subjekty, což umožnilo kompenzovat celosvětový nedostatek peněz během finanční krize. Poprvé netradiční využití clearingové transakce využila švýcarská banka WIR na začátku 20. století ve Švýcarsku a mezinárodně panamská finanční instituce European Standard Bank. To umožnilo mnoha podnikatelským subjektům nejen výrazně překonat negativní dopady finanční krize, ale také zvýšit obrat a zisky v době, kdy zanedbání této příležitosti znamenalo pokles obratu a cestu k bankrotu.

## Clearingové organizace a systémy
- Clearing House Interbank Payments System (CHIPS) – cleringový systém pro velké transakce v USA
- Clearstream – mezinárodní systém pro clearing, založený v roce 2000
- Euroclear – mezinárodní clearingová organizace, provádějící zúčtování a převod půjček, úvěrů, cenných papírů a peněz elektronickým systémem
- CERTIS - clearingový systém ČNB pro vypořádání vnitrostátních mezibankovních plateb v CZK
- Centrální depozitář cenných papírů – česká společnost pro vypořádání burzovních transakcí na Burze cenných papírů v Praze